# Lithophyllum impressum
Lithophyllum  impressum Foslie, 1905  é o nome botânico  de uma espécie de algas vermelhas pluricelulares do gênero Lithophyllum, família Corallinaceae.
- São algas marinhas encontradas no Alasca, Columbia Britânica e Washington.

## Sinonímia
- Não apresenta sinônimos.